# تشارلي بيري
تشارلي بيري (بالإنجليزية: Charlie Perry)‏ هو لاعب كرة قدم بريطاني (وحمل سابقاً جنسية المملكة المتحدة لبريطانيا العظمى وأيرلندا) في مركز قلب الدفاع، ولد في 3 يناير 1866 في ويست بروميتش في المملكة المتحدة، وتوفي بنفس المكان في 2 يوليو 1927. لعب مع وست بروميتش ألبيون.

## وصلات خارجية
- تشارلي بيري على موقع قاعدة بيانات كرة القدم.إي يو (الإنجليزية)
- تشارلي بيري على موقع ناشيونال فوتبول تيمز (الإنجليزية)